# Liste der Bodendenkmäler in Roggenburg (Bayern)
Auf dieser Seite sind die Bodendenkmäler in der schwäbischen Gemeinde Roggenburg zusammengestellt. Diese Tabelle ist eine Teilliste der Liste der Bodendenkmäler in Bayern. Grundlage ist die Bayerische Denkmalliste, die auf Basis des Bayerischen Denkmalschutzgesetzes vom 1. Oktober 1973 erstmals erstellt wurde und seither durch das Bayerische Landesamt für Denkmalpflege geführt wird. Die folgenden Angaben ersetzen nicht die rechtsverbindliche Auskunft der Denkmalschutzbehörde.

## Bodendenkmäler der Gemeinde Roggenburg

### Bodendenkmäler in der Gemarkung Biberach
| Lage                | Objekt | Akten-Nr.     | Bild |
| ------------------- | --- | ------------- | ---- |
| Biberach (Standort) | Mittelalterliche und frühneuzeitliche Befunde im Bereich der Katholischen Pfarrkirche St. Sebastian und Ottilia in Biberach. | D-7-7727-0103 |      |

### Bodendenkmäler in der Gemarkung Ingstetten
| Lage                  | Objekt | Akten-Nr.     | Bild |
| --------------------- | --- | ------------- | ---- |
| Ingstetten (Standort) | Siedlung und Gräber vor- und frühgeschichtlicher Zeitstellung.                                                   | D-7-7727-0024 |      |
| Ingstetten (Standort) | Töpferei des Spätmittelalters.                                                                                   | D-7-7727-0043 |      |
| Ingstetten (Standort) | Siedlung vor- und frühgeschichtlicher Zeitstellung.                                                              | D-7-7727-0044 |      |
| Ingstetten (Standort) | Grabhügel vorgeschichtlicher Zeitstellung.                                                                       | D-7-7727-0053 |      |
| Ingstetten (Standort) | Mittelalterliche und frühneuzeitliche Befunde im Bereich der Katholischen Filialkirche St. Agatha in Ingstetten. | D-7-7727-0104 |      |

### Bodendenkmäler in der Gemarkung Meßhofen
| Lage                | Objekt | Akten-Nr.     | Bild |
| ------------------- | --- | ------------- | ---- |
| Meßhofen (Standort) | Mittelalterliche und frühneuzeitliche Befunde im Bereich des Klosters Roggenburg, einschließlich der Katholischen Pfarr- und Prämonstratenserklosterkirche Mariä Himmelfahrt und ihrer Vorgängerbauten sowie der zum Kloster gehörenden Nebengebäude und der untertägigen Teile der frühneuzeitlichen Wasserversorgung. | D-7-7727-0050 |      |
| Meßhofen (Standort) | Mittelalterliche und frühneuzeitliche Befunde im Bereich der Katholischen Filialkirche St. Cosmas und Damian in Meßhofen. | D-7-7727-0107 |      |
| Meßhofen (Standort) | Frühneuzeitliche Befunde im Bereich der Katholischen Wallfahrtskirche Mariahilf bei Meßhofen und ihrer Vorgängerbauten. | D-7-7727-0118 |      |

### Bodendenkmäler in der Gemarkung Schießen
| Lage                | Objekt | Akten-Nr.     | Bild |
| ------------------- | --- | ------------- | ---- |
| Schießen (Standort) | Siedlung der Linearbandkeramik.                                                                                                 | D-7-7627-0078 |      |
| Schießen (Standort) | Frühneuzeitliche Befunde im Bereich der Katholischen Kapelle St. Antonius in Unteregg.                                          | D-7-7627-0154 |      |
| Schießen (Standort) | Frühneuzeitliche Befunde im Bereich der Katholischen Filialkirche St. Wendelin in Schleebuch.                                   | D-7-7727-0110 |      |
| Schießen (Standort) | Mittelalterliche und frühneuzeitliche Befunde im Bereich der Katholischen Pfarr- und Wallfahrtskirche Mariä Geburt in Schießen. | D-7-7727-0111 |      |

### Bodendenkmäler in der Gemarkung Stoffenrieder Forst
| Lage                           | Objekt                       | Akten-Nr.     | Bild |
| ------------------------------ | ---------------------------- | ------------- | ---- |
| Stoffenrieder Forst (Standort) | Grabhügel der Hallstattzeit. | D-7-7627-0057 |      |